# Nadleśnictwo Brzózka
Nadleśnictwo Brzózka – nadleśnictwo należące do Regionalnej Dyrekcji Lasów Państwowych w Zielonej Górze, położone na terenie gmin: Bobrowice, Krosno Odrzańskie, Dąbie, Gubin, Lubsko. Obejmuje 24 008 ha (240,08 km²) powierzchni. Obszar nadleśnictwa pokrywa prawie wyłącznie ubogi bór sosnowy.